# Streptostachys ramosa
Streptostachys ramosa är en gräsart som beskrevs av Fernando Omar Zuloaga och Thomas Robert Soderstrom. Streptostachys ramosa ingår i släktet Streptostachys och familjen gräs. Inga underarter finns listade i Catalogue of Life.